# Orfeo emerso
Orfeo emerso (Orpheus Emerged) è il primo romanzo (o il più antico di cui si è a conoscenza) scritto da Jack Kerouac tra il 1944 e il 1945, mentre frequentava la Columbia University. Il manoscritto fu scoperto dopo la sua morte e pubblicato solo nel 2002; in Italia arriverà l'anno dopo grazie all'Arnoldo Mondadori Editore.
La vicenda narra le passioni, i conflitti e i sogni di un gruppo di giovani bohémiens. Kerouac scrisse il romanzo subito dopo aver conosciuto Allen Ginsberg, William Burroughs, Lucien Carr e altri futuri amici. La vicenda si svolge all'interno e intorno alla Columbia University.
Lo stile di Kerouac era ancora molto lontano dalla cosiddetta "prosodia bop" che lo rese celebre in tutto il mondo.

## Edizioni italiane
- Jack Kerouac, Orfeo emerso, traduzione di Chiara Spallino Rocca, collana Scrittori italiani e stranieri, Mondadori, Milano, 2003,  p. 125, ISBN 88-04-52069-8.
- Jack Kerouac, Orfeo emerso, traduzione di Chiara Spallino Rocca, collana Oscar narrativa n. 1855, Mondadori, Milano, 2004,  p. 125, ISBN 978-88-04-53253-8.